# 퍼넬 프랫
퍼넬 프랫(Purnell Pratt, 1885년 10월 20일 ~ 1941년 7월 25일)은 미국의 배우이다.

## 영화
- 라이프 비긴즈 포 앤디 하디 (1941년)
- 세컨드 피들 (1939년)
- 로잘리 (1937년)
- 평원의 사나이 (1936년)
- 오페라의 밤 (1935년)
- 위칭 아워 (1934년)
- 더 치프 (1933년)
- 래스퓨틴 앤 더 엠프리스 (1932년)
- 엠마 (1932년)
- 그랜드 호텔 (1932년)
- 스카페이스 (1932년)
- 더 플로디갈 (1931년)
- 파이브 스타 파이널 (1931년)
- 공공의 적 (1931년)
- 푸틴 온 더 리츠 (1930년)
- 온 위드 더 쇼! (1929년)
- 알리바이 (1929년)
- 트레스퍼서 (1929년)